# Sorbose
Le sorbose est un cétohexose (un hexose du type cétose), c'est un ose constitué d’une chaîne de cinq éléments carbone ainsi que d’une fonction cétone.

## Chimie
Le L-sorbose est la configuration principalement présente dans la nature.
Sa formule chimique est C6H12O6. 
Une des voies de synthèse de la vitamine C (acide ascorbique) commence à partir du sorbose. 
La réduction du sorbose produit le sorbitol ou bien l'iditol. 
Dans l'eau à 27 °C, la forme isomère prédominante du sorbose est la forme α-sorbopyranose (98 %). 
Le pouvoir sucrant du L-sorbose, sur une base molaire, est de 0,25 légèrement moins sucré que le xylitol qui est de 0,3.
| Isomère du D-Sorbose | Isomère du D-Sorbose   | Isomère du D-Sorbose  |
| Forme linéaire       | Projection de Haworth  | Projection de Haworth |
| -------------------- | ---------------------- | --------------------- |
| 0,2 %                | α-D-Sorbofuranose 2 %  | β-D-Sorbofuranose     |
| 0,2 %                | α-D-Sorbopyranose 98 % | β-D-Sorbopyranose     |